# Lía Borrero
Lía Victoria Borrero González (Las Tablas, 22 agosto 1976) è una modella panamense incoronata Miss International 1998.

## Biografia
Lía Borrero vince il suo primo concorso di bellezza nel 1996 quando viene eletta reginetta del carnevale di Las Tablas, titolo che in precedenza aveva vinto anche sua zia Lía Victoria Borrero de Jurado. Nello stesso anno partecipa a Miss Panamá, vincendo la corona su quindici concorrenti e ottenendo la possibilità di partecipare al concorso di Miss Universo 1997, trasmesso in diretta in tutto il mondo da Miami Beach.
A Miss Universo, Lía Borrero si classifica fra le sei finaliste, il miglior risultato mai ottenuto da Panama all'epoca. Alla fine il concorso fu vinto dalla statunitense Brook Mahealani Lee, ma nello stesso anno la panamense Borrero partecipò anche a Miss International, che si teneva in Giappone. Il 26 settembre 1998, Lía Borrero fu incoronata Miss International e divenne la prima donna panamense a ottenere la vittoria in un concorso di bellezza internazionale.